# Bobbi Salvör Menuez
Bobbi Salvör Menuez (Brooklyn, 8 de mayo de 1993) es un actor y modelo estadounidense, a quien se le reconoce por su participación en películas como Después de mayo, The Breakup Girl, White Girl y Animales nocturnos, y por su participación protagónica en la serie de televisión de Amazon Video I Love Dick. Menuez se identifica como una persona no binaria. Anunció su nombre actual en las redes sociales en 2019, anteriormente se le conocía como India Menuez.

## Filmografía

### Cine
| Año  | Título                                | Papel           | Notas |
| ---- | ------------------------------------- | --------------- | ----- |
| 2012 | Después de mayo                       | Leslie          |       |
| 2014 | Uncertain Terms                       | Nina            |       |
| 2014 | Mall                                  | Adelle          |       |
| 2015 | I Remember Nothing                    | Joan            | Corto |
| 2015 | The Breakup Girl                      | Kendra Baker    |       |
| 2016 | White Girl                            | Katie           |       |
| 2016 | My First Kiss and the People Involved | Sam             |       |
| 2016 | Nocturnal Animals                     | Samantha Morrow |       |
| 2016 | Eugenia and John                      | Ana             |       |
| 2017 | Landline                              | Sophie          |       |
| 2017 | Cheer Up Baby                         | Anna            | Corto |
| 2018 | Caprice                               | India           |       |
| 2018 | Under the Silver Lake                 |                 |       |
| 2019 | Adam                                  | Gillian         |       |
| 2019 | Grind Reset Shine                     | India           |       |

### Televisión
| Año       | Título      | Papel | Notas       |
| --------- | ----------- | ----- | ----------- |
| 2015      | Girls       |       | 1 episodio  |
| 2015      | Transparent | Bella | 3 episodios |
| 2016–2017 | I Love Dick | Toby  | 8 episodios |
| 2019      | Euphoria    | TC    | 1 episodio  |